# 罗斯福十美分硬币
罗斯福十美分硬币（英語：Roosevelt dime）是美国铸币局1946年起持续生产至今的十美分硬币，正面刻有富兰克林·德拉诺·罗斯福总统头像，硬币在他1945年去世后不久面世。
罗斯福是美国畸形儿基金会的创始人，生前饱受脊髓灰质炎摧残。根据当时法律规定，十美分硬币无需国会授权就能变更设计图案，政府官员很快采取行动用前总统肖像取代墨丘利十美分硬币设计。铸币局首席雕刻师约翰·雷·辛诺克制备的模型一直得不到美国美术委员会认可，经过反复修改，硬币从1946年初开始流入市场。
新版十美分面世后持续生产至今，每年产量都很大。硬币材质起初以银为主，后在1965年改成贱金属，但设计图案七十多年来基本不变。罗斯福十美分硬币的每种年份版本都很常见，里面又不再含银，所以在钱币收藏领域基本不受待见。

## 构想和准备
1945年4月12日，富兰克林·德拉诺·罗斯福总统与世长辞。在他的带领下，美国已经走出大萧条的泥潭，第二次世界大战的胜利曙光就在眼前。罗斯福曾于1921年患上脊髓灰质炎，他创办美国畸形儿基金会（March of Dimes）并极力推动攻克这种致残顽固疾病的研究。罗斯福的名望在二战爆发后达到顶峰，考虑到他与美国畸形儿基金会的密切关系，用十美分硬币来纪念他显然非常合适。1945年5月3日，路易斯安那州联邦众议员詹姆斯·霍布森·莫里森（James Hobson Morrison）递交法案，建议发行罗斯福十美分硬币。5月17日，财政部长小亨利·摩根索宣布将用刻画罗斯福形象的新设计取代墨丘利十美分硬币（又名“带翼自由女神头像十美分硬币”），计划在年底左右开始流入市场。美国钱币协会期刊《钱币学家》（The Numismatist）主编斯图尔特·莫舍（Stuart Mosher）收到的读者来信中约九成支持变更设计，但莫舍本人反对，理由是墨丘利十美分硬币非常美观，而且十美分硬币尺寸太小，不适合纪念罗斯福这样的伟人，他认为最好是发行纪念银圆。还有部分反对意见指出，此前出现在流通硬币上的总统只有乔治·华盛顿、托马斯·杰斐逊和亚伯拉罕·林肯，罗斯福的确很了不起，但还不足以同上述三位相提并论。根据已有法律，1916年投产的墨丘利十美分硬币已持续生产超过25年，所以美国铸币局无需国会授权就能变更设计，不过，铸币局还是在决定重新设计后告知两院负责钱币事务的委员会。
1925年开始担任铸币局首席雕刻师的约翰·雷·辛诺克（John R. Sinnock）负责设计新版十美分，但大部分准备工作都是他的助手，后来继任首席雕刻师职位的吉尔罗伊·罗伯茨（Gilroy Roberts）完成。1945年10月初，辛诺克将模型呈交铸币局助理局长莱兰德·霍华德（F. Leland Howard，此时代理局长职责），后者将模型转交美国美术委员会。根据沃伦·盖玛利尔·哈定总统1921年的行政命令，美术委员会有权对包括硬币在内的公共美术品提供建议。

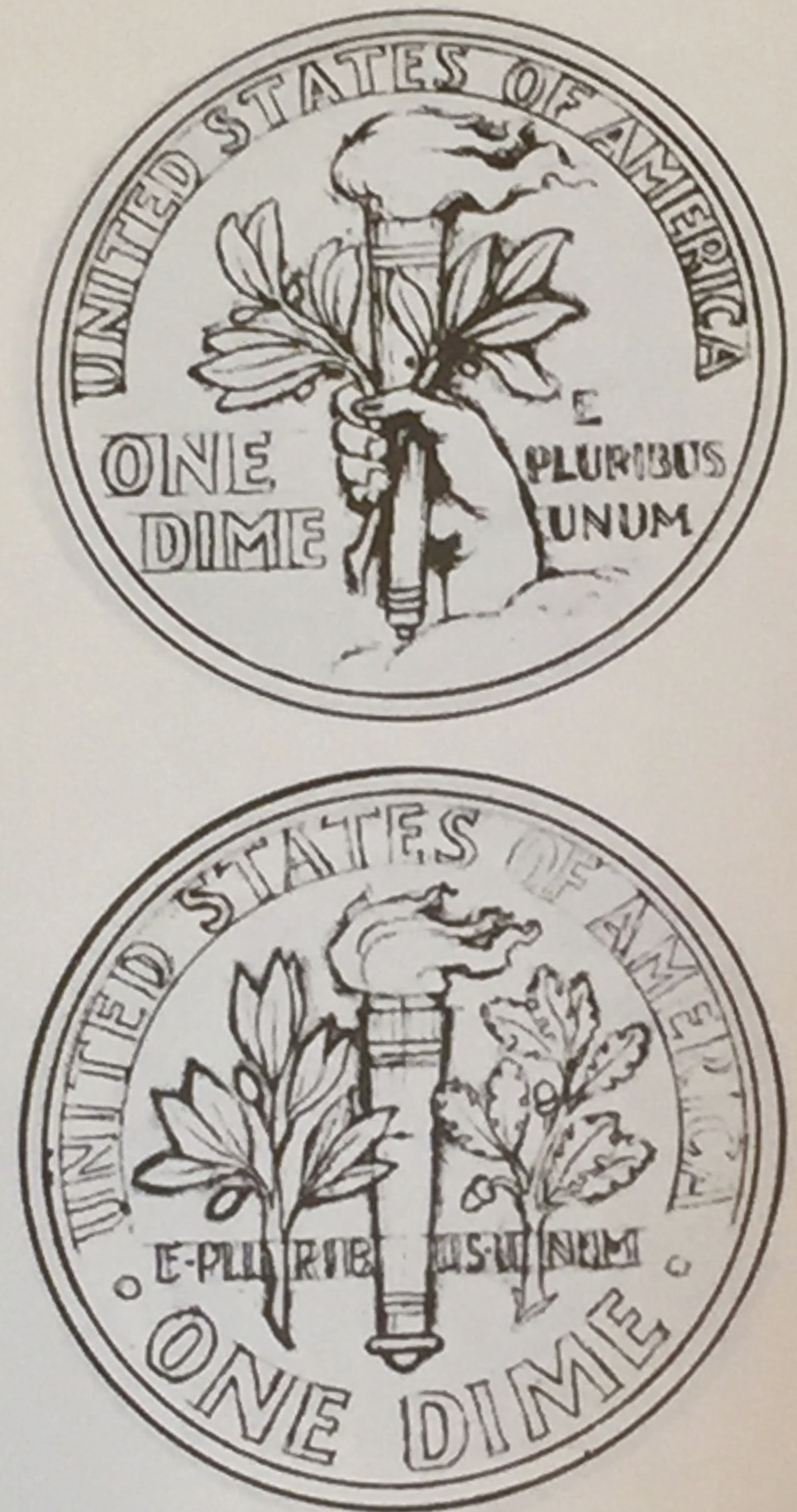
辛诺克创作的两张十美分背面设计草图

辛诺克的初版模型正面是罗斯福头像，背面是手持火炬、并将橄榄枝和橡树枝抓在一起的图案。他还备有其他背面设计方案，其中一种中间是火炬，两边是印有四大自由的卷轴，其他设计主题包括自由女神，以及1945年联合国大会的举办地战争纪念歌剧院。钱币学家大卫·兰格（David Lange）认为这些备选设计基本不怎么样。10月12日，霍华德把模型送交美术委员会主席吉尔摩·克拉克（Gilmore Clarke），后者同其他委员商议后于22日否决设计方案，称“模型上已故总统罗斯福的头像……应该更有尊严”。辛诺克呈交另一份背面设计稿，与最终成品基本相同，取消手的图案，把橄榄枝和橡树枝放在火炬两边，克拉克表示认可。

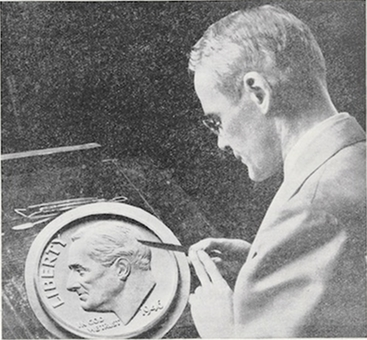
辛诺克修饰罗斯福十美分硬币模型

辛诺克前往委员会委员、雕塑家李·劳列（Lee Lawrie）家中开会，以期解决分歧，然后递交新的正面模型，解决此前有关罗斯福头像的问题。铸币局局长内莉·泰洛·罗斯将新模型的照片寄给美术委员会，但委员会再度否决，提议举办设计竞赛，由阿道夫·温曼（Adolph A. Weinman，曾设计墨丘利十美分硬币和行走自由女神半美元）、詹姆斯·厄尔·弗雷泽（James Earle Fraser，曾设计野牛镍币）等五人竞标。铸币局希望硬币在1946年1月美国畸形儿基金会的活动前流入市场，时间已经很紧张，所以罗斯无法接受委员会提议，转请新任财政部长弗雷德·文森批准，但文森对模型也不满意，在12月底否决设计。辛诺克只好掉换年份和格言（“自由”）的位置，进而有更多空间来加大头像，并完成其他调整。据钱币学作家唐·塔克西（Don Taxey）所述：“罗斯福看上去从没这么好看！”
劳列和文森批准新模型，罗斯于1946年1月8日致电告知美术委员会。辛诺克此时已经病倒（后于1947年谢世），畸形儿基金会的活动就要开始，罗斯等不及委员会正式召开全集会议审议就下令投产。此举导致铸币局和美术委员会关系恶化，但罗斯坚信她已经覆行哈定总统行政命令规定的义务。

## 设计

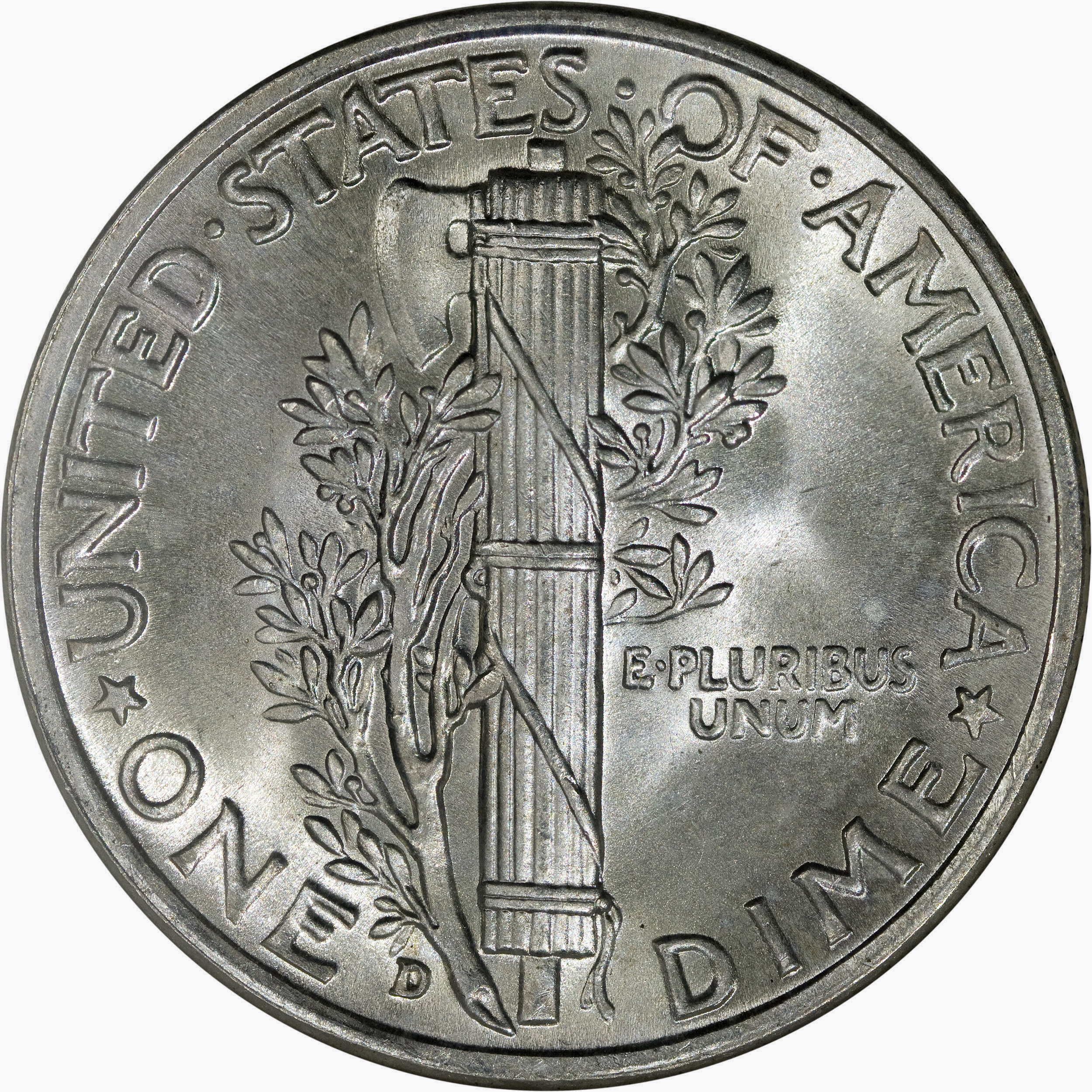
墨丘利十美分硬币背面的主题图案是束棒，而且与罗斯福十美分硬币一样有橄榄枝

硬币正面是罗斯福总统头像，带有铭文（“自由”）和（“我们信仰上帝”）。头像截断处、年份左侧是辛诺克的姓名首字母缩写。背面中间是代表自由的火炬，两边分别有代表和平的橄榄枝和象征力量和独立的橡树枝。树枝和火炬后面附有格言（“合众为一”），最外围是发行国全称（“美利坚合众国”）和面值（“一角”），象征美国最终赢得第二次世界大战胜利。
钱币学家马克·本韦努托（Mark Benvenuto）指出，正面的罗斯福头像与总统画像等美术品相比更显自然，效果类似美术奖章。沃尔特·布林（Walter Breen）的美国硬币主题著作认为，新设计与墨丘利十美分硬币相比基本没有提升，不过是去掉背面的束棒，同时让代表和平的橄榄枝更加容易识别。美术史学家科尼利厄斯·弗缪尔（Cornelius Vermeule）称赞罗斯福十美分硬币“干净利落且有适度的时尚感”，没有什么画蛇添足的地方，整体印象十分庄严。

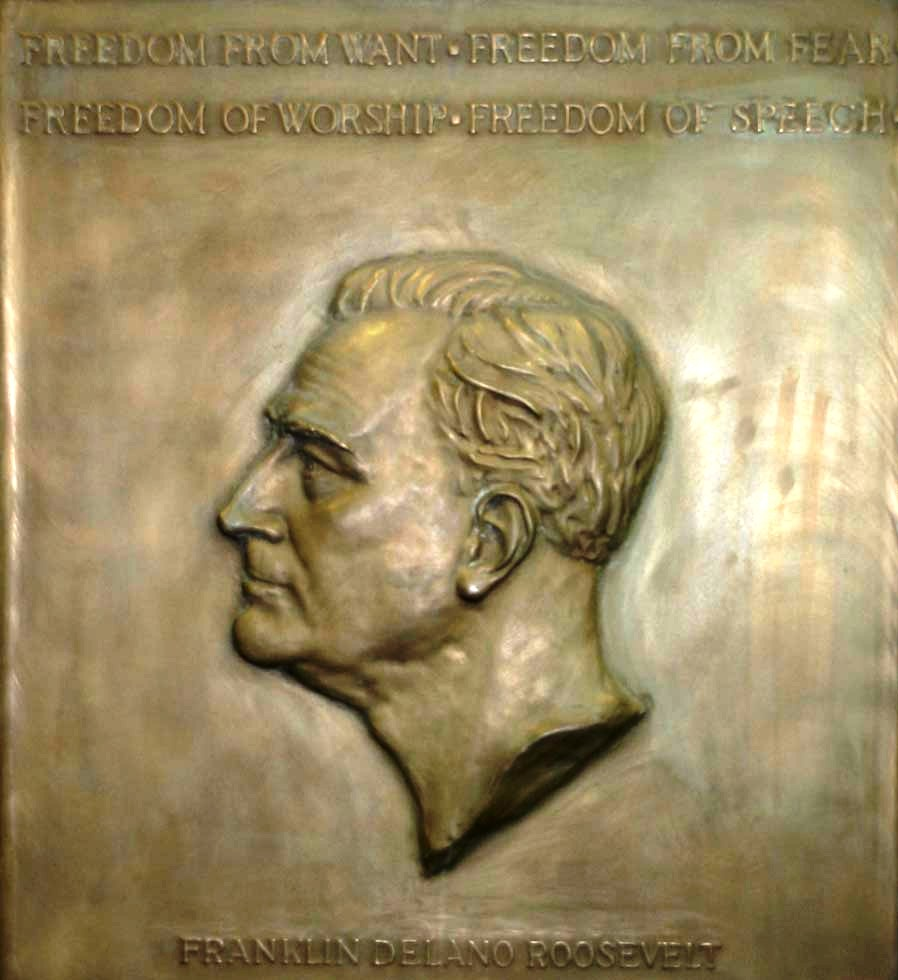
塞尔玛·伯克制作的罗斯福头像牌匾

罗斯福十美分硬币的设计图案诞生之初就受到质疑，部分人士认为罗斯福的头像与非裔美国雕塑家塞尔玛·伯克（Selma Burke）制作，1945年9月揭幕后放在华盛顿哥伦比亚特区契据纪录大厦的罗斯福像牌匾十分相似。伯克本人坚信辛诺克利用她的作品设计硬币，直至1994年去世也没有改变看法，许多钱币学家、政治家，甚至罗斯福总统之子詹姆斯（James Roosevelt）都有同样看法。钱币学家支持伯克观点的另一个重要原因是辛诺克在这方面有前科，1926年和1948年他分别设计的美国150周年半美元和富兰克林半美元上都有自由钟，但却是根据其他人的作品设计，不但事先没有得到授权，事后也没有说明或致谢。不过，罗伯特·范雷津（Robert R. Van Ryzin）抱持不同看法，称辛诺克曾于1933年绘制罗斯福本人的草图，用于设计他的首枚总统奖章。范雷津认为，辛诺克是利用昔日草图和前总统的照片设计新版十美分。1956年《纽约时报》刊登摄影师马塞尔·斯特恩伯格（Marcel Sternberger）的讣告，文中称辛诺克是根据斯特恩伯格拍摄的罗斯福照片设计十美分硬币。不过范雷津也表示，时过境迁，如今人们已经不可能证实或证伪伯克的指控。

## 生产

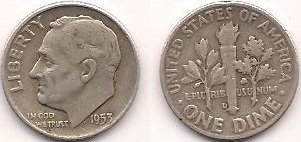
罗斯福十美分银币

1946年1月19日，费城铸币局率先投产罗斯福十美分硬币。新币原计划在2月5日开始流入市场，但实际提前到1月30日，因为这天是罗斯福总统64岁生日。辛诺克至此成为1892年查尔斯·爱德华·巴伯设计的巴伯硬币面世后首位设计新版美国流通硬币的首席雕刻师。新币发行引来媒体关注，市场需求持续走高，许多罗斯福的反对者，特别是共和党人对此深感愤怒。有报导称新币无法使用自动售货机，但铸币局没有为此调整设计。罗斯福十美分硬币投产至今已持续生产七十余年，设计图案基本不变，仅在20世纪60年代将铸币标记从背面移至正面，另有微调罗斯福的头发。
新币发行期间，美国和苏联的关系恶化，导致江湖传言声称硬币上的字母与设计师无关，实际上是苏联领导人约瑟夫·斯大林的姓名首字母缩写，是共产党支持者的行径。流言传至国会后，铸币局发布新闻稿为设计师正名。事情并未就此告一段落，到20世纪50年代时甚至传出雅尔塔会议上各方达成秘密交易，在美国硬币上纪念斯大林的流言。1948年面世的富兰克林半美元给予这些小道消息新的生命，硬币上有辛诺克的姓名首字母缩写，江湖传言称这是克里姆林宫渗透到铸币局的表现。
从往年的经验来看，费城铸币局生产的银币一般要比其他铸币分局多，但罗斯福十美分硬币却是例外，1955年费城分局仅出产1245万零181枚，比丹佛铸币局和旧金山铸币局都少，主要原因包括经济不景气及市场硬币需求低迷，铸币局为此决定在年底关闭旧金币分局。三家分局生产的十美分流通币均以1955年版最少，但还达不到稀有的程度，收藏爱好者都是以50枚一卷为单位储存起来。
《1965年铸币法案》颁布后，铸币局改用贱金属生产十美分硬币，内部核心为纯铜，外面用铜镍合金包裹。法案颁布前，美国因民众大量囤积导致硬币长年严重短缺，为打击囤积硬币行为，1965至1967年各分局生产的十美分都没有铸币标记。改用贱金属生产时，铸币局仅需微调铸币主模出币毂。但从1981年开始，铸币局通过多次小调整大幅降低硬币浮雕，罗斯福的头像因此变得扁平，此举主要是为延长铸币金属模的使用寿命。1968年，丹佛分局恢复铸币标记，旧金山分局暂只对精制币恢复。旧金山分局虽从1965年就开始不定时生产流通版十美分，但都没有铸币标记，与费城分局出产的硬币一模一样。从1968年开始，旧金山铸币局就只在十美分精制币上附有铸币标记，标准币型与1946至1964年费城分城生产的一样没有铸币标记。1992年，旧金山分局开始采用1965年前的金属材质生产十美分银币，用于配备年度精制硬币套装。2019年，这些十美分银币的含银量从九成提升至99.9%，各分局都不再生产含银九成的硬币。
1980年，费城铸币局开始在十美分硬币上增加字母作为铸币标记。20世纪70至80年代，罗斯福故乡纽约州境内的西点铸币局偶尔也会生产十美分硬币满足市场需求，但上面都没有铸币标记（字母）。不过，1996年该局为纪念硬币设计50周年生产的近150万枚包层合金币例外（“1996-”版），这些硬币没有进入市场流通，只通过这年的铸币局套装向收藏爱好者发行。2015年，西点分局开始生产十美分银币，与费城分局生产的十美分硬币、刻有罗斯福和脊髓灰质炎疫苗发明人乔纳斯·索尔克头像的一美元银币一起组成美国畸形儿基金会特别硬币套装。各分局每年的十美分硬币产量都很高，转为贱金属材质后，费城和丹佛分局大部分年份产量都不低于十亿枚。
2003年，罗纳德·里根因阿兹海默症生命垂危，印第安纳州联邦众议员马克·苏德提议在里根去世后变更十美分硬币设计。苏德称，里根是保守派代表人物，用来取代自由派总统罗斯福再合适不过。里根的夫人南希表态反对，声称她的丈夫也肯定不会赞成。2004年里根去世后，虽有部分人士支持变更设计，但苏德决定不采取行动。

## 收藏
罗斯福十美分硬币的产量很高，标准币型大多没有溢价，在钱币收藏领域基本不受待见。如今市场商品流通中能够见到都是包层合金币，其中以1982年费城分局因工作失误导致没有铸币标记并流入市场的版本最有价值，可以卖到50至75美元。1982和1983年铸币局没有发布正式套装，所以费城和丹佛分局生产的十美分常规币型如果成色良好，价值要比其他版本高得多。1970、1975和1983年旧金山分局因工作失误导致精制币上没有铸币标记，是所有罗斯福十美分硬币中价值最高的品种，其中1975年版确知存世的仅有两枚，一枚于2011年经拍卖以34万9600美元高价成交。

### 脚注
1. 1 2 3  Yeoman，第705頁.
2. ↑  USMint-Dime.
3. ↑  USA Coin Book-Roosevelt Dimes - Price Charts & Coin Values.
4. ↑  Proof Roosevelt Dimes-Roosevelt Dimes: Guide to the Roosevelt Dime Coin Series.
5. ↑  Roosevelt Dime Specifications-Roosevelt Dimes: Guide to the Roosevelt Dime Coin Series.
6. ↑  The Numismatist & November 1996，第1312頁.
7. 1 2 3  The Numismatist & August 2003，第109頁.
8. ↑  A Roosevelt Dime Is Proposed-The New York Times.
9. ↑  The Numismatist & June 1945，第612頁.
10. ↑  The Numismatist & July 1945，第732頁.
11. ↑  Vermeule，第209頁.
12. ↑  The Numismatist & June 1946，第646頁.
13. 1 2  Taxay，第371頁.
14. ↑  The Numismatist & November 1992，第1538頁.
15. ↑  Taxay，第v–vi, 371頁.
16. ↑  Vermeule，第209–210頁.
17. ↑  The Numismatist & August 2009，第21頁.
18. 1 2  Taxay，第371, 375頁.
19. ↑  Taxay，第375頁.
20. 1 2  The Numismatist & March 1946，第275頁.
21. 1 2  Breen，第329頁.
22. ↑  Vermeule，第208頁.
23. ↑  Van Ryzin，第189–213頁.
24. ↑  Marcel Sternberger; Photographer of Portrait for Roosevelt Dime Dead at 57-The New York Times.
25. ↑  Van Ryzin，第213頁.
26. 1 2 3 4  LaMarre 2011.
27. 1 2 3  The Numismatist & March 2016，第32頁.
28. ↑  Ed Reiter-The Roosevelt Dime: Going Like Sixty.
29. ↑  Breen，第329–330頁.
30. ↑  Guth & Garrett，第64頁.
31. ↑  Breen，第416頁.
32. ↑  Tomaska 2011，第21頁.
33. ↑  The Numismatist & January 2017，第51–52頁.
34. ↑  Breen，第132頁.
35. ↑  The Numismatist & November 1999，第1361頁.
36. ↑  Yeoman，第707–719頁.
37. ↑  Yeoman，第1265–1267頁.
38. ↑  Gilkes 2019.
39. ↑  Breen，第332頁.
40. ↑  The Numismatist & March 2016，第34–35頁.
41. ↑  Yeoman，第711–719頁.
42. ↑  The Numismatist & March 2016，第32–33頁.
43. ↑  Yeoman，第713頁.

### 书籍
- Tomaska, Rick. . Atlanta: Whitman Publishing. 2011. ISBN 978-0-7948-3243-8.
- Breen, Walter. . New York: Doubleday. 1988. ISBN 978-0-385-14207-6.
- Guth, Ron; Garrett, Jeff. . Atlanta, Georgia: Whitman Publishing. 2005. ISBN 978-0-7948-1782-4.
- Taxay, Don.  reprint of 1966. New York: Sanford J. Durst Numismatic Publications. 1983. ISBN 978-0-915262-68-7.
- Van Ryzin, Robert R. . Iola, Wisconsin: Krause Publications. 2009. ISBN 978-1-4402-2764-6.
- Vermeule, Cornelius. . Cambridge, Massachusetts: The Belknap Press of Harvard University Press. 1971  [2020-07-30]. ISBN 978-0-674-62840-3.
- Yeoman, R. S.  1st Deluxe. Atlanta, Georgia: Whitman Publishing. 2015. ISBN 978-0-7948-4307-6.

### 期刊
- . The Numismatist (American Numismatic Association). 1945-06: 612.
- . The Numismatist (American Numismatic Association). 1945-07: 732.
- . The Numismatist (American Numismatic Association). 1946-03: 275.
- Benvenuto, Mark A. . The Numismatist (American Numismatic Association). 1996-11: 1312.
- Brothers, Eric. . The Numismatist (American Numismatic Association). 2017-01: 51–55.
- Ganz, David L. . The Numismatist (American Numismatic Association). 1992-11: 1536–1546, 1611–1614.
- Lange, David W. . The Numismatist (American Numismatic Association). 1999-11: 1361.
- Lange, David W. . The Numismatist (American Numismatic Association). 2009-08: 21–22.
- McMorrow-Hernandez, Joshua. . The Numismatist (American Numismatic Association). 2016-03: 30–35.
- Sanders, Mitch. . The Numismatist (American Numismatic Association). 2003-08: 109.
- Weikert, Edward L., Jr. . The Numismatist (American Numismatic Association). 1946-06: 646.
- LaMarre, Tom. . Coins. 2011-03-07  [2017-02-04]. （原始内容存档于2017-02-04）.

### 网页和报纸
- . U.S. Mint.   [2020-07-30]. （原始内容存档于2020-06-14）.
- . www.usacoinbook.com.   [2020-07-30]. （原始内容存档于2021-04-16）.
- . Roosevelt Dimes: Guide to the Roosevelt Dime Coin Series. My Coin Guides.   [2020-07-30]. （原始内容存档于2019-05-05）.
- . Roosevelt Dimes: Guide to the Roosevelt Dime Coin Series. My Coin Guides.   [2020-07-30]. （原始内容存档于2019-05-05）.
- . The New York Times. 1956-10-27  [2020-07-30]. （原始内容存档于2021-04-16）.
- (PDF). The New York Times. 1945-05-04.
- Reiter, Ed. . Littleton Coin Company.   [2020-07-30]. （原始内容存档于2017-07-28）.
- Gilkes, Paul. . Coin World (Amos Media Company). 2019-02-22  [2020-07-30]. （原始内容存档于2020-04-26）.